# Ploče
Ploče (italijansko Porto Tolero), je mesto na Hrvaškem, ki upravno spada pod Dubrovniško-neretvansko županijo. Po popisu prebivalstva iz leta 2021 živi v upravnem območju mesta (hrv. Grad Ploče) 8252 ljudi.
Industrijsko in pristaniško mesto v Južni Dalmaciji z začetno postajo normalnotirne elektrificirane železniške proge proti Sarajevu. Leži okoli 23 km zahodno od Metkovića v področju neretvanske delte ob vzhodni obali zaliva Luka Ploče. Pristanišče je s cesto povezano z magistralno cesto Split-Dubrovnik.

## Zgodovina
V starih pisnih virih se Ploče prvič omenjajo leta 1387 kot luka Ploče koja je u ušču Neretve. Čeprav so že beneške in avstrijske oblasti v 18. in 19. stoletju načrtovale gradnjo pristanišča so bile geodetske izmere terena narejene šele leta 1922.
V času Kraljevine Jugoslavije je bila leta 1936 sprejeta odločitev o gradnji pristanišča, ki se bo imenovalo kralju po Aleksandru I. Karadžordževiću Aleksandrovo. Dela so se pričela leta 1939. Gradnja pristanišča z ozkotirno  železnico Ploče-Metković pa so bila končana leta 1942.  Med italijansko okupacijo Aleksandrovo postane Porto Tolero.  
Proti koncu druge svetovne vojne, ob umiku nemških okupatorjev, je bilo pristanišče uničeno. Po vojni je sledila obnova, mesto dobi staro ime Ploče, ki pa je bilo med leti 1950-1954 in 1980-1990 dvakrat preimenovano po Edvardu Kardelju v Kardeljevo.

## Demografija
| Pregled števila prebivalcev po letih | Pregled števila prebivalcev po letih | Pregled števila prebivalcev po letih | Pregled števila prebivalcev po letih | Pregled števila prebivalcev po letih | Pregled števila prebivalcev po letih | Pregled števila prebivalcev po letih | Pregled števila prebivalcev po letih | Pregled števila prebivalcev po letih | Pregled števila prebivalcev po letih | Pregled števila prebivalcev po letih | Pregled števila prebivalcev po letih | Pregled števila prebivalcev po letih | Pregled števila prebivalcev po letih | Pregled števila prebivalcev po letih |
| ------------------------------------ | ------------------------------------ | ------------------------------------ | ------------------------------------ | ------------------------------------ | ------------------------------------ | ------------------------------------ | ------------------------------------ | ------------------------------------ | ------------------------------------ | ------------------------------------ | ------------------------------------ | ------------------------------------ | ------------------------------------ | ------------------------------------ |
| 1857                                 | 1869                                 | 1880                                 | 1890                                 | 1900                                 | 1910                                 | 1921                                 | 1931                                 | 1948                                 | 1953                                 | 1961                                 | 1971                                 | 1981                                 | 1991                                 | 2001                                 |
| 0                                    | 0                                    | 164                                  | 200                                  | 180                                  | 215                                  | 0                                    | 0                                    | 727                                  | 1657                                 | 3102                                 | 4405                                 | 5318                                 | 6332                                 | 6537                                 |